# Vela als Jocs Olímpics d'Estiu de 1924 - monotip

Monotip

Els monotip va ser una de les tres proves de vela que es van disputar al camp de regates de Meulan-en-Yvelines durant els Jocs Olímpics de París de 1924. Hi van prendre part 17 navegants en representació de 17 països diferents. Es disputà entre el 10 i el 13 de juliol de 1924.

## Medallistes
| Or                    | Plata               | Bronze             |
| Léon Huybrechts (BEL) | Henrik Robert (NOR) | Hans Dittmar (FIN) |

## Eliminatòries
Es van disputar dues sèries eliminatòries, en què els participants van ser dividits en dos grups de 8 per sorteig. Els dos primers de cada sèrie passaven a la final.

### 1a eliminatòria
Es disputà el 10 de juliol.
| Pos. | Regatista           | Nació         | Temps    |
| ---- | ------------------- | ------------- | -------- |
| 1    | Hans Dittmar        | Finlàndia     | 1h58'35" |
| 2    | Léon Huybrechts     | Bèlgica       | 1h59'26" |
| 3    | Clarence Hammar     | Suècia        | 2h01'12" |
| 4    | Harold Fowler       | Regne Unit    | 2h02'40" |
| 5    | Bernardo Milhas     | Argentina     | 2h03'15" |
| 6    | Edward Bryzemejster | Polònia       | 2h05'10" |
| 7    | Norman Robertson    | Canadà        | 2h05'30" |
| -    | Johan Hin           | Països Baixos | DQ       |

| Pos. | Regatista            | Nació          | Temps    |
| ---- | -------------------- | -------------- | -------- |
| 1    | Henrik Robert        | Noruega        | 1h55'56" |
| 2    | Santiago Amat        | Espanya        | 1h57'04" |
| 3    | Rupert Ellis-Brown   | Sud-àfrica     | 1h57'25" |
| 4    | Albert Michelet      | França         | 1h59'10" |
| 5    | Ella Maillart        | Suïssa         | 1h59'50" |
| 6    | Émile Barral         | Mònaco         | 2h01'31" |
| 7    | Eduard Bürgermeister | Txecoslovàquia | 2h02'25" |
| -    | Aage Høy Pedersen    | Dinamarca      | DNF      |

 Frederico de Mendonça, exempt per sorteig.

### 2a eliminatòria
Es disputà l'11 de juliol.
| Pos. | Regatista            | Nació          | Temps    |
| ---- | -------------------- | -------------- | -------- |
| 1    | Johan Hin            | Països Baixos  | 1h58'39" |
| 2    | Harold Fowler        | Regne Unit     | 2h06'15" |
| 3    | Bernardo Milhas      | Argentina      | 2h19'01" |
| 4    | Santiago Amat        | Espanya        | 2h19'54" |
| 5    | Rupert Ellis-Brown   | Sud-àfrica     | 2h22'14" |
| 6    | Eduard Bürgermeister | Txecoslovàquia | 2h31'35" |
| 7    | Aage Høy Pedersen    | Dinamarca      | 2h31'44" |
| -    | Léon Huybrechts      | Bèlgica        | DQ       |

| Pos. | Regatista             | Nació     | Temps    |
| ---- | --------------------- | --------- | -------- |
| 1    | Frederico de Mendonça | Portugal  | 2h02'03" |
| 2    | Hans Dittmar          | Finlàndia | 2h05'27" |
| 3    | Ella Maillart         | Suïssa    | 2h10'30" |
| 4    | Henrik Robert         | Noruega   | 2h12'39" |
| 5    | Albert Michelet       | França    | 2h13'34" |
| 6    | Edward Bryzemejster   | Polònia   | 2h16'37" |
| 7    | Norman Robertson      | Canadà    | 2h17'30" |
| -    | Émile Barral          | Mònaco    | DNF      |

 Clarence Hammar, exempt per sorteig.

## Fase Final
La final es disputà a dues regates.

### Primera regata
Es disputà el 12 de juliol.
| Pos. | Regatista             | Nació         | Temps   | Punts |
| ---- | --------------------- | ------------- | ------- | ----- |
| 1    | Léon Huybrechts       | Bèlgica       | 1h32'04 | 1     |
| 2    | Henrik Robert         | Noruega       | 1h34'03 | 2     |
| 3    | Clarence Hammar       | Suècia        | 1h36'32 | 3     |
| 4    | Santiago Amat         | Espanya       | 1h41'27 | 4     |
| 5    | Hans Dittmar          | Finlàndia     | 1h44'58 | 5     |
| 6    | Harold Fowler         | Regne Unit    | 1h48'09 | 6     |
| -    | Johan Hin             | Països Baixos | DQ      | 8     |
| -    | Frederico de Mendonça | Portugal      | DNF     | 8     |

### Segona regata
Es disputà el 13 de juliol.
| Pos. | Regatista             | Nació         | Temps    | Punts |
| ---- | --------------------- | ------------- | -------- | ----- |
| 1    | Léon Huybrechts       | Bèlgica       | 1h45'47" | 1     |
| 2    | Johan Hin             | Països Baixos | 1h45'51" | 2     |
| 3    | Hans Dittmar          | Finlàndia     | 1h47'39" | 3     |
| 4    | Santiago Amat         | Espanya       | 1h48'20" | 4     |
| 5    | Henrik Robert         | Noruega       | 1h49'25" | 5     |
| 6    | Harold Fowler         | Regne Unit    | 1h52'30" | 6     |
| 7    | Frederico de Mendonça | Portugal      | 2h05'42" | 7     |
| -    | Clarence Hammar       | Suècia        | DQ       | 8     |

## Resultat final
| Pos. | Regatista             | Nació         | 1a sèrie | 2a sèrie | Total | Desempat |
| ---- | --------------------- | ------------- | -------- | -------- | ----- | -------- |
| 1    | Léon Huybrechts       | Bèlgica       | 1        | 1        | 2     |          |
| 2    | Henrik Robert         | Noruega       | 2        | 5        | 7     |          |
| 3    | Hans Dittmar          | Finlàndia     | 5        | 3        | 8     | 1h07'37" |
| 4    | Santiago Amat         | Espanya       | 4        | 4        | 8     | 1h12'08" |
| 5    | Johan Hin             | Països Baixos | 8        | 2        | 10    |          |
| 6    | Clarence Hammar       | Suècia        | 3        | 8        | 11    |          |
| 7    | Harold Fowler         | Regne Unit    | 6        | 6        | 12    |          |
| 8    | Frederico de Mendonça | Portugal      | 8        | 7        | 15    |          |